# 費俊竜
費 俊竜（ひ しゅんりゅう、フェイ・チュンロン、1965年5月5日 - ）は、中華人民共和国の軍人（大佐）。1998年に宇宙飛行士に選抜された。
神舟での2度目の有人飛行プログラム神舟6号で宇宙飛行している。

## 経歴
1982年17歳の時に中国人民解放軍空軍に入隊した。中国人民解放軍空軍第九航空学校を優秀な成績で卒業すると、長春第一航空大学校に進学し、飛行の訓練を受けた。中国人民解放軍空軍では飛行士、教官、航空技術調査官として活躍した。
1998年に宇宙飛行士に選ばれ、神舟5号の搭乗員選考でも最後の5人の候補に残ったが、結局、神舟6号の船長となり、2005年10月12日から2005年10月17日まで聶海勝とともに宇宙に滞在した。
1991年に結婚し、現在息子が1人。趣味は絵画。
小惑星番号9512番の小惑星費俊竜は、彼の名前にちなむ。